# Cerro El Roble
Der Cerro El Roble (spanisch für Eichenhügel) ist ein 2222 Meter hoher Berg in Zentral-Chile und eine der höchsten Erhebungen der chilenischen Küstenkordillere in Zentralchile; er befindet sich im Nationalpark La Campana. Auf dem Gipfel befindet sich die im Jahr 1968 fertiggestellte Sternwarte Cerro El Roble Observatory (englisch) bzw. Observatorio Cerro el Roble (spanisch). Sie beherbergt eines der größten Maksutov-Teleskope (AZT-16) mit einer Apertur von 700 mm.

## Bilder

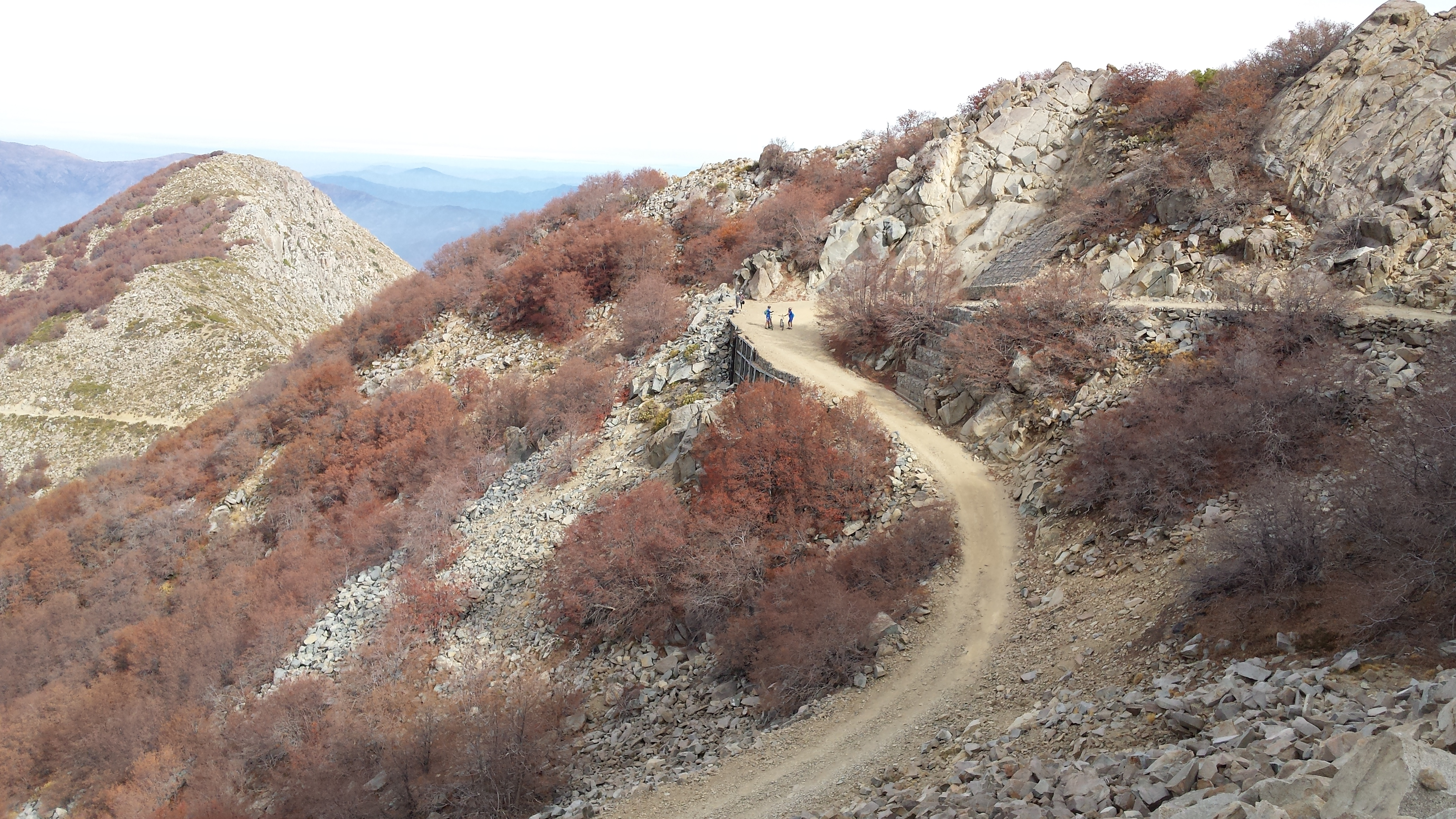
Schotterstraße zum Gipfel
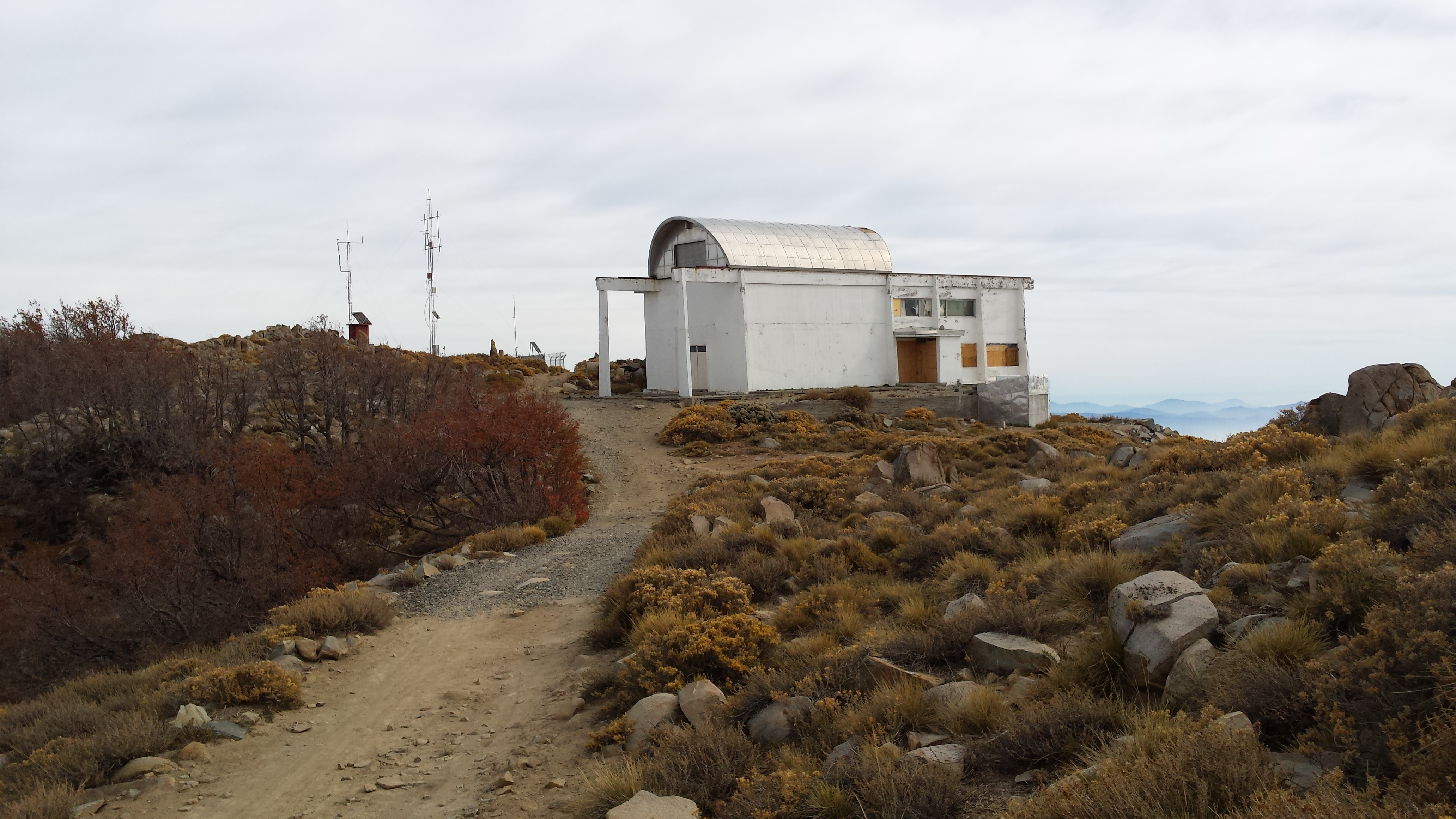
Sternwarte Cerro El Roble
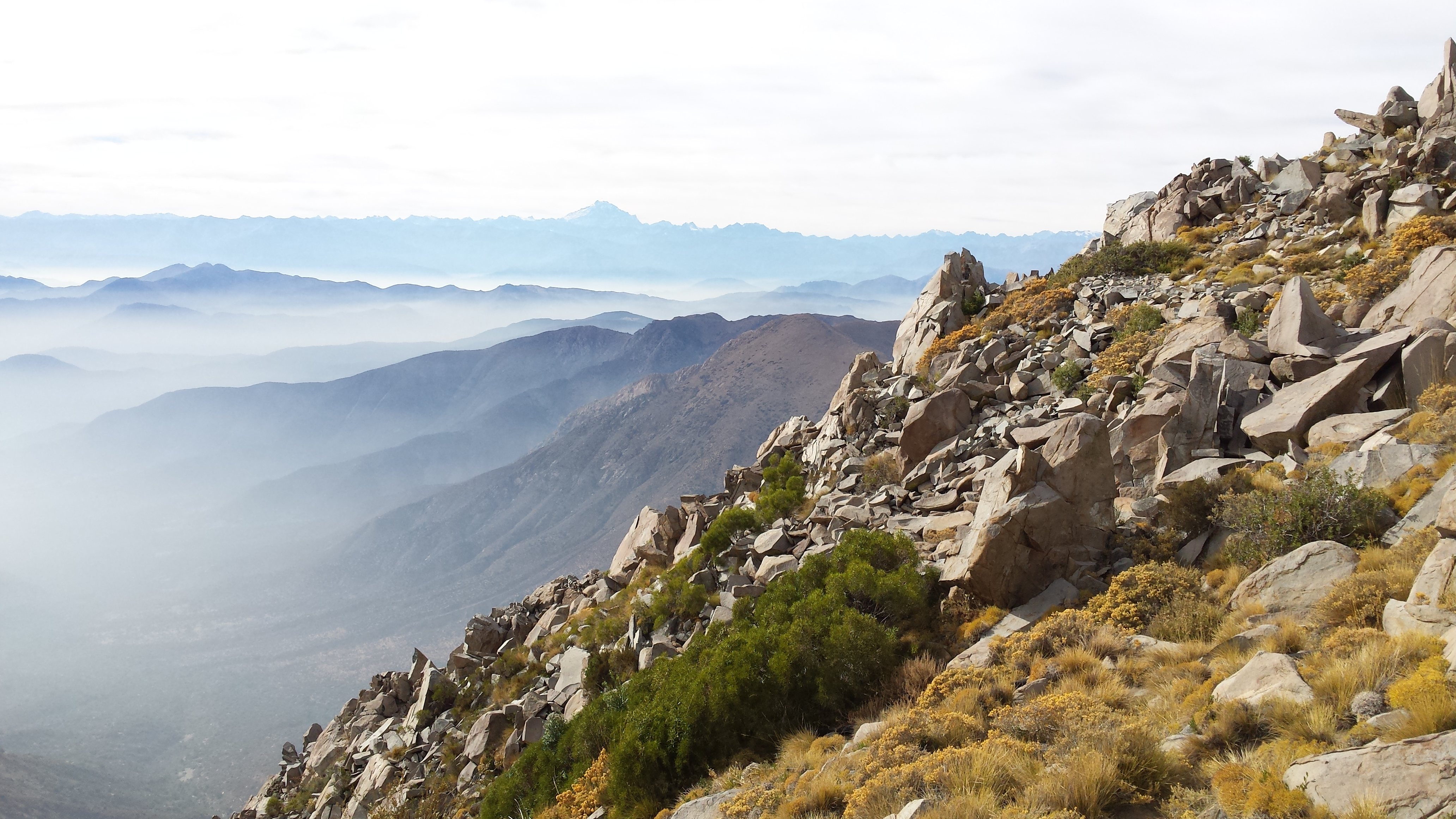
Ansicht zum Aconcagua